# Marta Jeschke
Marta Jeschke (* 2. Juni 1986 in Wejherowo) ist eine polnische Leichtathletin, die 2010 mit der polnischen 4-mal-100-Meter-Staffel die Bronzemedaille bei den Europameisterschaften gewann.

## Sportliche Laufbahn
2005 gewann die polnische Staffel in der Besetzung Agnieszka Ceglarek, Marika Popowicz, Marta Jeschke und Iwona Brzezinska die Goldmedaille bei den Junioreneuropameisterschaften. Bei den Weltmeisterschaften 2007 belegte Jeschke mit der polnischen Staffel den achten Platz. Im Jahr darauf schied Jeschke bei den Olympischen Spielen 2008 im Vorlauf über 200 Meter aus. Mit der polnischen Staffel qualifizierte sie sich für das Finale; Jeschke wurde aber im Endlauf nicht eingesetzt, ihre Mannschaftskameradinnen wurden wegen Überschreiten der Wechselmarke disqualifiziert.
2009 gewann Jeschke mit der polnischen Staffel die Silbermedaille bei der Universiade. Bei den Europameisterschaften 2010 in Barcelona schied Jeschke über 200 Meter im Halbfinale aus; die polnische Staffel mit Marika Popowicz, Daria Korczyńska, Marta Jeschke und Weronika Wedler gewann hinter den Staffeln aus der Ukraine und aus Frankreich die Bronzemedaille.
Jeschke hat bei einer Körpergröße von 1,66 m ein Wettkampfgewicht von 51 kg.

## Persönliche Bestzeiten
- 100 Meter: 11,33 s, 12. Juni 2011 in Krakau
  - 60 m (Halle): 7,31 s, 22. Februar 2014 in Sopot
- 200 Meter: 23,19 s, 28. Juni 2008 in Rostock
  - Halle: 23,71 s, 22. Februar 2009 in Spała